# 男はつらいよ 幸福の青い鳥
『男はつらいよ 幸福の青い鳥』（おとこはつらいよ しあわせのあおいとり）は、1986年12月20日に公開された日本映画。『男はつらいよ』シリーズの37作目。

## 作品概要
- 島崎美保は、かつて寅次郎が知り合いだった旅芸人一座の子役として「大空小百合」という芸名で何度か登場しており、本作では成長した姿である[注 1]。
- 寅次郎が美保に語る伊豆下田での思い出話は第8作『男はつらいよ 寅次郎恋歌』のエピソード。大空小百合を演じたのは岡本茉莉。
- 本作では美保の父親である旅芸人一座の座長が亡くなったとの設定になっているが、これは座長役を演じていた吉田義夫が既に病に倒れていたためで、吉田は本作公開の2日後に死去している。
- 今回は島崎美保と倉田健吾のストーリーを前面に押し出した構成としているため、寅次郎の活躍がやや薄い。次第に恋仲になっていく若い2人を演じた長渕剛と志穂美悦子は、のちに結婚した[注 2]。
- 前年は『キネマの天地』制作のため、14年続いたお盆の『男はつらいよ』がお休みとなり、本作は1年ぶりの公開となった。お盆公開はその後1987年と1989年にも行われたが、以降は年末公開作の年1本シリーズとなる。

## あらすじ
寅次郎が見た夢では、さくらたちが「青い鳥」を探しに山に入り、死にそうになっている。寅次郎が現われ、青い鳥を捕まえ、幸福の国を見つける。
寅次郎は萩から下関を通り、かつて炭鉱で栄えた九州の筑豊に旅に来ていた。昔訪れた芝居小屋を見つけ、贔屓にしていた旅芸人一座（中村菊之丞一座）が筑豊の出身だったことを思い出して消息を尋ねるが、座長が亡くなったことを知り、お悔やみを述べに行く。座長の一人娘で、かつて「大空小百合」の芸名で活躍していた美保（志穂美悦子）に声を掛けると、美保も「寅さん？」と思い出す。唯一の肉親を亡くし、コンパニオンの仕事をしつつ旧炭鉱住宅でひっそり暮らす美保の幸薄い姿に同情した寅次郎は、「幸福の青い鳥がほしい」という彼女を一生懸命元気づけ、立ち去り際に何かあったら葛飾柴又のとらやに来るように勧める。
美保はそんな寅次郎の好意に涙ぐみ、すぐに上京して、とらやに電話をかける。ところが、寅次郎が不在だったこともあり、一週間ほど経つうちに、気落ちし体調を崩してしまう。そんな折、健吾（長渕剛）という青年と知り合い、一晩厄介になる。健吾は前衛的な抽象画家で、鹿児島から出てきて展覧会での入選を目指しつつ、映画の看板屋での住み込みの仕事をして生計を立てていた。二人は同じ九州出身ということもあり、お互いに親しみを覚える。美保は、健吾が出かけたあと部屋を訪れた看板屋の親方に、健吾の素晴らしい絵の才能と、才能のある人間にありがちな、頑固だが根気のない性格のことを聞く。
とらやを訪れた美保は、ちょうど帰ってきていた寅次郎とやっと再会し、しばらくとらやに下宿することになる。仕事の当てもない彼女を、人手を欲しがっていた近所のラーメン店に紹介して喜ばれた寅次郎は、今度は婿探しだとばかり張り切って、区役所の結婚相談所に出向くことまでする。
さて、健吾は美術展に落選ばかりしていることでくすぶっていた。再会した美保は、自分の役者生活のことを引き合いに出して、そんな健吾を励ます。健吾は、芸大を受けに上京し、周りの受験生のレベルの高さに圧倒される形で失敗し、看板屋でアルバイトしている現状について語るうち、その話を親身に聞いてくれる美保がいとおしく感じられて、「今晩泊まっていけよ」と言う。美保は健吾の強引さを受け入れることができず、「どうせ惚れた男でもいるんだろ」とやけくそになって叫ぶ健吾のもとを、「出ていった日からずっとあんたのこと想うとったのに。来んけりゃよかった」と言って、しんみりと立ち去る。
数日後、寅次郎がとらやで店番をしているところに、健吾が美保に謝りにくる。やりとりするうち、「嫌いなんだな、俺が」と言う健吾に対し、美保は「女の気持ちの分からん人は好かん」と言い放つ。二人はお互い好き合っているのに、不器用に気持ちを伝えられないのであった。健吾は「じゃ、おしまいなんだな」と店を出て行くが、しばらく黙って二人の様子を見ていた寅次郎は、すぐに健吾を追いかけるように美保の背中を押す。柴又駅で追いついた美保の手を、健吾は得意の口笛を吹きながら、握りしめる。寅次郎は二人の婚姻届の保証人欄に自分の名前を記入して、さくらに渡す。
正月になり、美保が健吾を伴って諏訪家を訪れる。婚約指輪を見せる美保だが、結婚しても健吾には画家になる夢をあきらめてほしくないと言い、さくらもそうした健吾の性格を保証する。その頃、寅次郎は箱根で「幸せを呼ぶ青い鳥」を売っていた。

## キャスト
- 車寅次郎：渥美清
- 諏訪さくら：倍賞千恵子
- 島崎美保：志穂美悦子 - かつて旅役者一座の花形女優・大空小百合。
- 車竜造（おいちゃん）：下條正巳
- 車つね（おばちゃん）：三崎千恵子
- 諏訪博：前田吟
- 桂梅太郎（タコ社長）：太宰久雄
- 源公：佐藤蛾次郎
- 諏訪満男：吉岡秀隆
- ポンシュウ：関敬六 - テキヤ仲間。
- 上海軒の店主：桜井センリ - 柴又駅近くの中華料理屋。
- 看板屋・金森：じん弘 - 有限会社・創美社社長
- 車掌：イッセー尾形
- 葛飾区役所結婚相談員・近藤：笹野高史
- 俊夫の父:坂本長利 - クリーニング店経営。
- キューシュー：不破万作 - テキヤ仲間。門司港桟橋で寅さんとすれ違う。
- 印刷工・中村:笠井一彦
- 印刷工・俊夫:星野浩司
- 上海軒の女房:村上記子
- 中華料理（ときわ食堂）店員:川井みどり
- コンパニオン:田中リカ
- 江戸家:石川るみ子
- ゆかり:マキノ佐代子 - 朝日印刷事務員。
- あけみ : 美保純
- 芦ノ湖の娘：有森也実 - 着物姿の女性。寅さんの啖呵売をみる。
- 劇場の男：すまけい - 福岡県飯塚市 嘉穂劇場 掃除の男。
- 御前様：笠智衆
- 倉田健吾：長渕剛 - 九州出身。創美社で看板を描く。高校時代のあだ名は「ジンマ」。
- 芦ノ湖の娘:エド・はるみ（ノンクレジット）- ウールの白いコートの女性。寅さんの啖呵売をみる。
- 備後屋:露木幸次（ノンクレジット）
- 板前姿の男:出川哲朗（ノンクレジット）[2]
- テキ屋：篠原靖治（ノンクレジット）

## ロケ地
- 福岡県北九州市(門司港、沈下橋、遠賀川鉄橋)、飯塚市(筑豊富士、髪とも忠隅炭鉱、嘉穂劇場)、宮若市(貝島大之浦炭鉱住宅、旅館かどや)、田川市(田川伊田駅)
- 山口県下関市(電車風景、忌宮場神社前、赤間神宮、関門橋)・萩市(城址公園・オープニング）
- 神奈川県足柄下郡箱根町(芦ノ湖）
- 東京都 葛飾区(新小岩駅周辺、創美社、上海軒、川端南児童公園、葛飾区役所)、台東区(東京都美術館)
  - 佐藤(2019)、p.638より

## スタッフ
- 監督：山田洋次
- 脚本：山田洋次、朝間義隆
- プロデューサー：島津清、中川滋弘
- 音楽：山本直純

## 記録
- 観客動員：151万1000人[3]
- 配給収入：10億3000万円[1]（10億2000万円[3]とも）

## 同時上映
- 『愛しのチィパッパ』

## エピソード
- DVDに収録されている特典映像の特報や予告編には、没となった寅次郎が門司港へ向かうシーンや健吾が駅のホームでハーモニカを拭くシーン、旅館で美保がカラオケ歌詞カードを片手にデュエットしているシーンなどが収録されている。
- 1986年は、松竹が大船撮影所50周年記念映画『キネマの天地』を制作したために、その年の夏の『男はつらいよ』の製作は見送られた[4]。そのため前作から1年が経過しており、劇中でもさくらが「お兄ちゃん、もう一年もご無沙汰よ」と言及している。なお、『キネマの天地』で重要な役を演じた有森也実が、本作最後の場面で寅次郎と会話をする芦ノ湖の娘役で出演している（クレジットあり）。
- 使用されたクラシック音楽（夢のシーン）
  - フレデリック・ショパン作曲：『ピアノソナタ第2番 変ロ短調 作品35』から 第3楽章 葬送行進曲
  - エドヴァルド・グリーグ作曲：『ペール・ギュント』第1組曲 作品46 から 第1曲「朝」